# Газорозподільний механізм

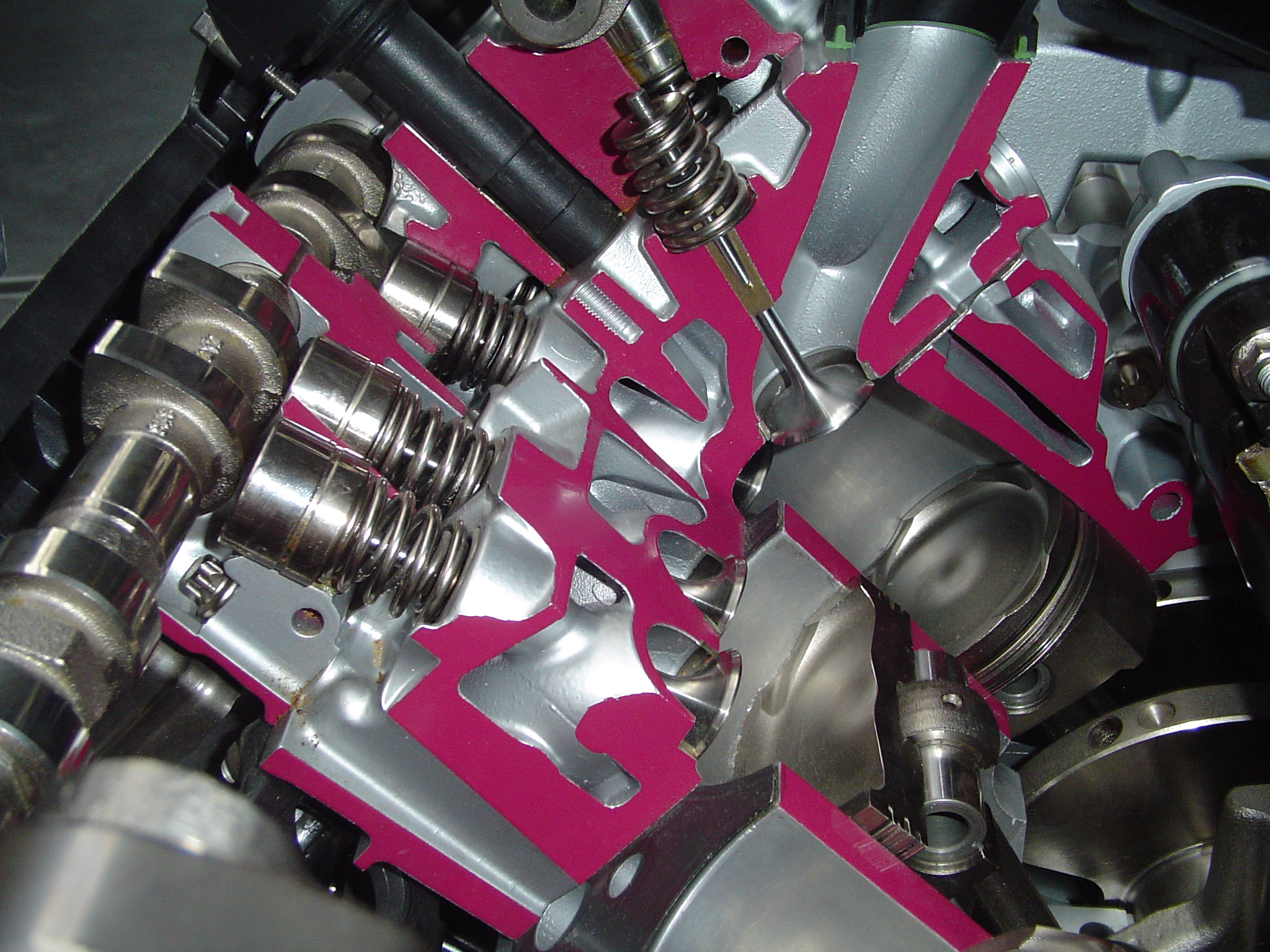
Двигун з двома розподільними валами у головці блоку циліндрів з вирізами для демонстрування будови

Газорозподі́льний механі́зм (ГРМ) або механі́зм газорозпо́ділу — механізм керування фазами газорозподілу двигуна внутрішнього згоряння (ДВЗ), що забезпечує своєчасне подавання в циліндри двигуна повітря або паливо-повітряної суміші (залежно від типу двигуна) і випускання з циліндрів відпрацьованих газів.

## Класифікація
За принципом здійснення своїх функцій ГРМ може бути реалізований наступними типами механізмів:
- клапанним, коли впуск і випуск визначається моментом і тривалістю відкриття клапанів[1];
- гільзовим (система Найта), коли гільза циліндра у результаті свого ковзного поздовжнього або повертального руху відкриває-закриває впускні-випускні канали;
- поршневим (щілинним), у якому сам поршень відкриває і закриває вікна (щілини) до каналів впуску та випуску;
- комбінованим (поршнево-клапанним), коли суміш подається вікнами у циліндрі, а випуск робиться через клапани.

## Клапанні механізми газорозподілу

### Загальні принципи будови
Клапанний механізм газорозподілу складається з розподільного (кулачкового) вала (одного або декількох) з механізмом урухомлення, тарілчастих клапанів для закривання-відкривання впускних і випускних отворів у камерах згоряння та передавальних ланок (штовхачів, штанг, коромисел, елементів регулювання, клапанних пружин, засобів провертання клапанів тощо).
Система урухомлення розподільного вала забезпечує його синхронне обертання з кутовою швидкістю удвічі меншою за швидкість обертання колінчастого вала. Для приведення у рух розподільного вала можуть використовуватись наступні механічні передачі: зубчаста, ланцюгова або зубчасто-пасова.

### Класифікація клапанних ГРМ

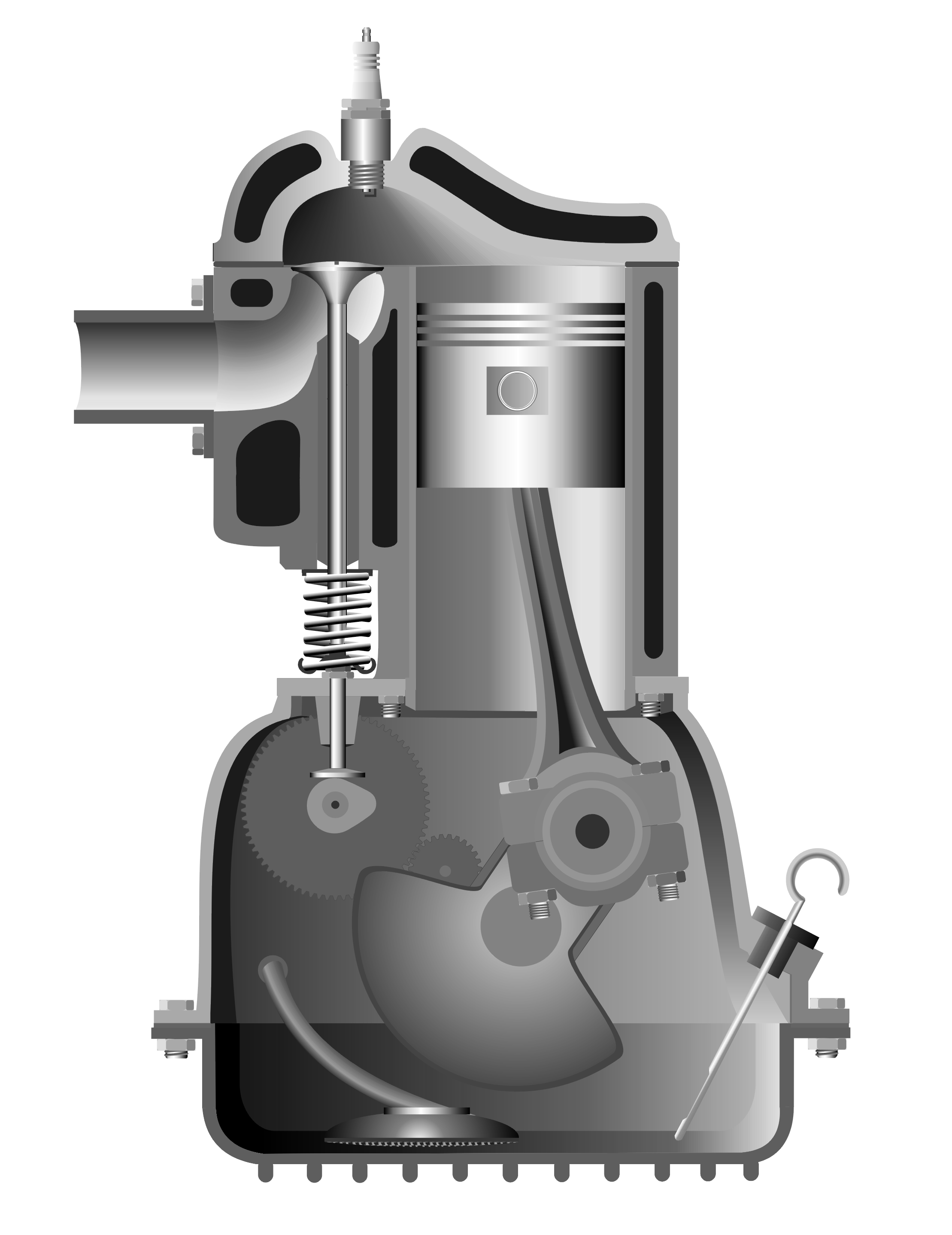
Схематичний розріз нижньоклапанного двигуна

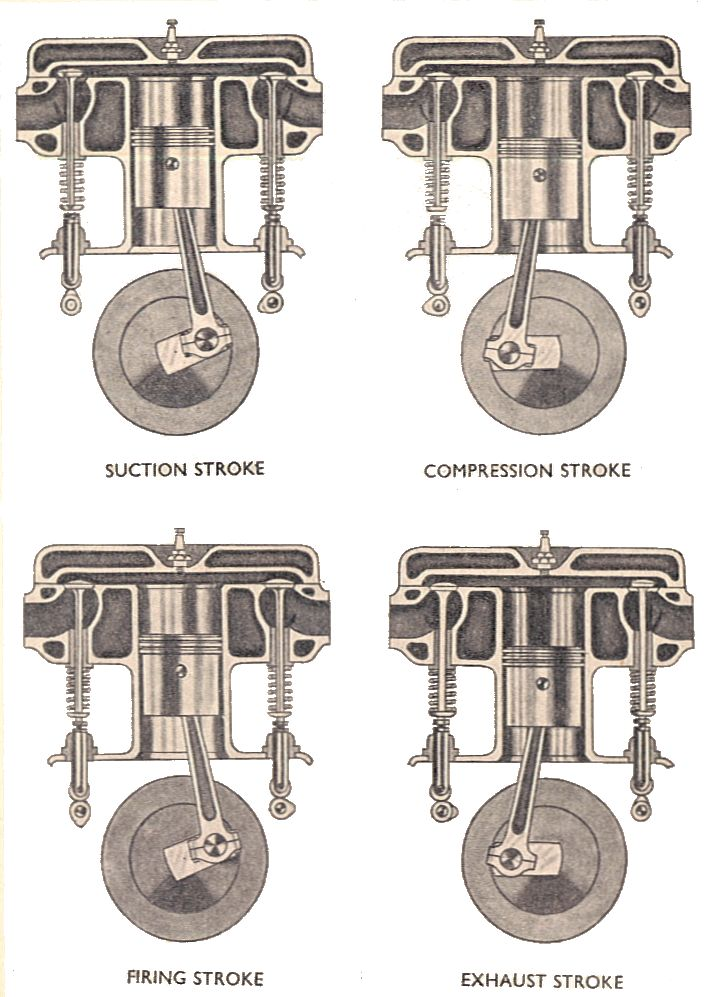
Двигун з Т-подібною головкою (тип T-head)

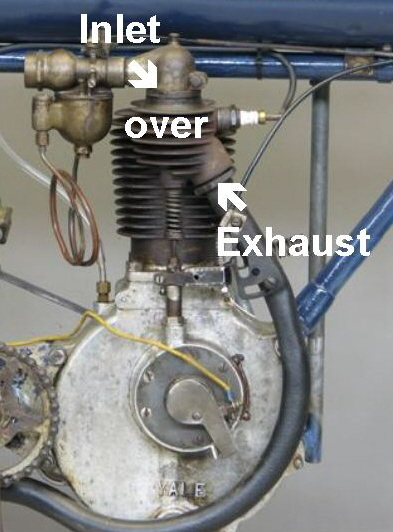
Двигун зі змішаним розташуванням клапанів. Inlet — впускний клапан, Exhaust — випускний клапан

Класифікаційними ознаками для конструкцій клапанних газорозподільних механізмів є розташування та кількість клапанів і розподільних валів.
За розташуванням розподільного вала виділяють конструкції двигунів внутрішнього згоряння (зазвичай чотиритактних):
- з розташуванням розподільного вала у блоці циліндрів (англ. Cam-in-Block);
- з розташуванням розподільного вала у головці блоку циліндрів (англ. Cam-in-Head);
- без розподільного вала.

За розташуванням клапанів двигуни бувають: верхньоклапанні, нижньоклапанні та конструкції зі змішаним розташуванням клапанів.
З врахуванням цих ознак клапанні механізми чотиритактних двигунів внутрішнього згоряння поділяються на низку підтипів.

### Двигуни з розподільним валом у блоці циліндрів

#### Нижньоклапанні (тип SV)
Нижньоклапанний двигун (англ. L-Head; Flathead, Side-Valve, SV) — двигун, у якого розподільний вал і клапани тарілками вгору розташовані у блоці циліндрів збоку від циліндрів. Приведення у рух клапанів відбувається безпосередньо від розподільного вала, розташованого одразу під клапанами.
Переваги схеми — малий шум при роботі, простота виготовлення та обслуговування, відсутність небезпеки контакту клапанів і поршня при порушенні фаз газорозподілу. Усі деталі ГРМ розташовані всередині блоку циліндрів, що дозволяє отримати компактне компонування двигуна. Головка блоку нижньоклапанного мотора має вигляд простої металевої плити з камерою згоряння та каналами для охолоджувальної рідини, вона легко демонтується.
Головний недолік схеми — через складний шлях паливно-повітряної суміші суттєво погіршується наповнення циліндрів, як наслідок — досягається менша потужність у порівнянні з іншими конфігураціями, двигун розвиває невеликі оберти і має низький ККД. Довгі випускні канали сприяють перегріванню двигуна, а особливості конструкцій його камер згоряння не дозволяють збільшити (понад 1:8) ступінь стиску, що до появи систем турбонаддування було найефективнішим методом підвищення потужності. З цієї ж причини ця конструкція не може застосовуватись для дизельних двигунів.
Аж до 1950-х років завдяки своїй простоті і дешевизні двигуни з таким ГРМ були найпопулярнішими на легкових (за винятком спортивних) і вантажних автомобілях. Перші масові моделі з двигуном верхньоклапанного компонування з'явилися в Європі ще у 1930-х, а до 1950-х років, після появи в широкому доступі палива з вищим октановим числом, стало очевидно, що нижньоклапанна схема стримує розвиток автомобілебудування, заважаючи створенню досконаліших, динамічних і швидкісних автомобілів. У результаті в першій половині п'ятдесятих років на легкових автомобілях почалося масове впровадження верхньоклапанних двигунів, позбавлених властивих ніжньоклапанним схемам недоліків.
Різновидом нижньоклапанної схеми були двигуни з Т-подібною головкою (англ. T-head), що набули певного поширення у роки Другої світової війни. У них впускні клапани знаходились з одного боку блоку циліндрів, а випускні — з іншого. Розподільних валів було два. Мета конструкції — усунути перегрівання впускних клапанів. Це знижувало температуру паливно-повітряної суміші, що підвищувало її октанове число і зменшувало схильність до детонації. Ця ж ідея була покладена при використанні системи впорскування води у циліндри, яка охолоджувала суміш і знайшла використання у ті ж роки.

#### Двигуни зі змішаним розташуванням клапанів
У двигуна зі змішаним розташуванням клапанів зазвичай впускні клапани розташовані у головці блока, як у верхньоклапанного мотора, і приводяться у дію за допомогою штанг-штовхачів, а випускні — в блоці, як у нижньоклапанного двигуна. Розподільний вал розташовується в блоці циліндрів як у звичайного нижньоклапанного двигуна.
Така схема має ту перевагу, що вона забезпечує потужність відчутно вищу ніж у класичного нижньоклапанного і розглядалась у відповідний період як варіант модернізації останніх. Виграш у потужності був значним — до 20…40 к. с. для двигунів з вихідною потужністю 35…90 к. с.
Такі двигуни широко використовувались фірмами «Rolls-Royce» та «Rover» завдяки їх високій надійності, як у порівнянні з нижньоклапанними так і у порівнянні з ранніми конструкціями верхньоклапанних двигунів (через меншу кількість штанг-штовхачів).
З появою надійних конструкцій верхньоклапанних двигунів, ця схема вийшла з ужитку (останній двигун випускався фірмою «Willys» у 1970-х роках.

#### Верхньоклапанні ГРМ з приводом клапанів штовхачами (тип OHV)

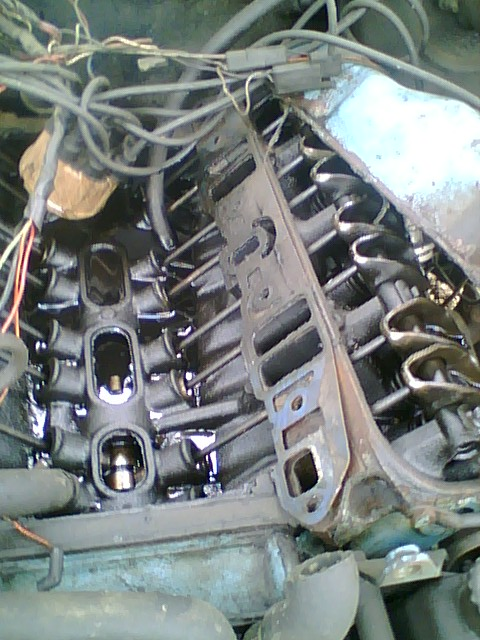
Двигун з ГРМ типу OHV фірми Chrysler

Дана конструкція ГРМ була винайдена Девідом Данбаром Б'юїком (англ. David Dunbar Buick) на початку XX ст. У ній клапани розташовані у головці блока циліндрів, а розподільний вал — у блоці циліндрів (OHV — англ. OverHead Valve; або англ. I-Head, чи англ. Pushrod). Привод клапанів здійснювався штангами-штовхачами через коромисла.
Перевага такої схеми — відносно проста конструкція і конструктивна надійність. Для урухомлення механізму, як правило, використовувався простий і надійний привід розподільного вала шестернями, що виключає саму можливість таких несправностей, як розрив ременя ГРМ чи «перескакування» ланцюга в механізмі з ланцюговим приводом.
Двигуни з ГРМ типу OHV відчутно компактніші в порівнянні з верхньовальними, через відсутність у головці блоку розподільного вала.

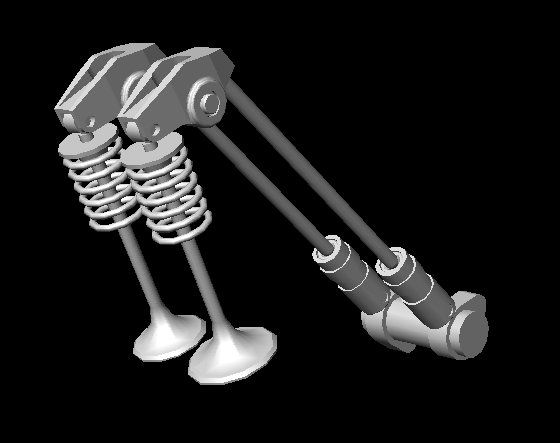
Механізм приводу клапанів за схемою OHV є найдовшим у порівнянні з іншими варіантами

Істотним недоліком ГРМ типу OHV — велика інерційність такого механізму газорозподілу, що дещо обмежує безпечні максимальні оберти колінчастого вала двигуна і, отже, і літрову потужність (ступінь форсування). Спортивні двигуни з ГРМ типу OHV, наприклад — у машин, що беруть участь в гоночній серії NASCAR, можуть працювати і на 11000 об/хв, але для забезпечення цього потрібні спеціальні, досить дорогі конструктивні й технологічні рішення.
Крім того, така схема ускладнює використання більше двох клапанів на циліндр (двигуни з таким ГРМ при 4-х клапанах на циліндр, мають великі габарити і масу, що робить їх малопридатними для використання в легкових автомобілях, але вони є цілком прийнятними для вантажівок і важкої техніки — приклади тому двигуни КамАЗ, ЯМЗ, ТМЗ, дизельний двигун тепловоза ЧМЕ3 тощо) і ускладнює проектування впускних і випускних вікон в головці блока циліндрів з точки зору пропускної спроможності та опору потокові.
Двигуни цієї схеми зазвичай є тихохідними але мають гнучку моментну характеристику.
У світовій практиці легкового автомобілебудування такі двигуни були поширені з 1930-х (у США — з 1950-х) і до 1970-х років. Іноді такі двигуни використовувались до 1990-х років на недорогих автомобілях через свою дешевизну і компактність. Наприклад, Ford Ka першого покоління (1996—2002) використовував інжектовану версію чотирициліндрового двигуна Кент розробки кінця п'ятдесятих років з ГРМ типу OHV, який мав досить компактні за сучасними стандартами розміри, що дозволило вмістити двигун в невеликому моторному відсіку авто.
Схема OHV є популярною і на тихохідних чотиритактних двигунах для газонокосарок, бензинових електростанцій, мотоблоків. Сучасні тракторні двигуни також використовують дану схему.

### Двигуни з розподільним валом в головці блока циліндрів (тип OHC)

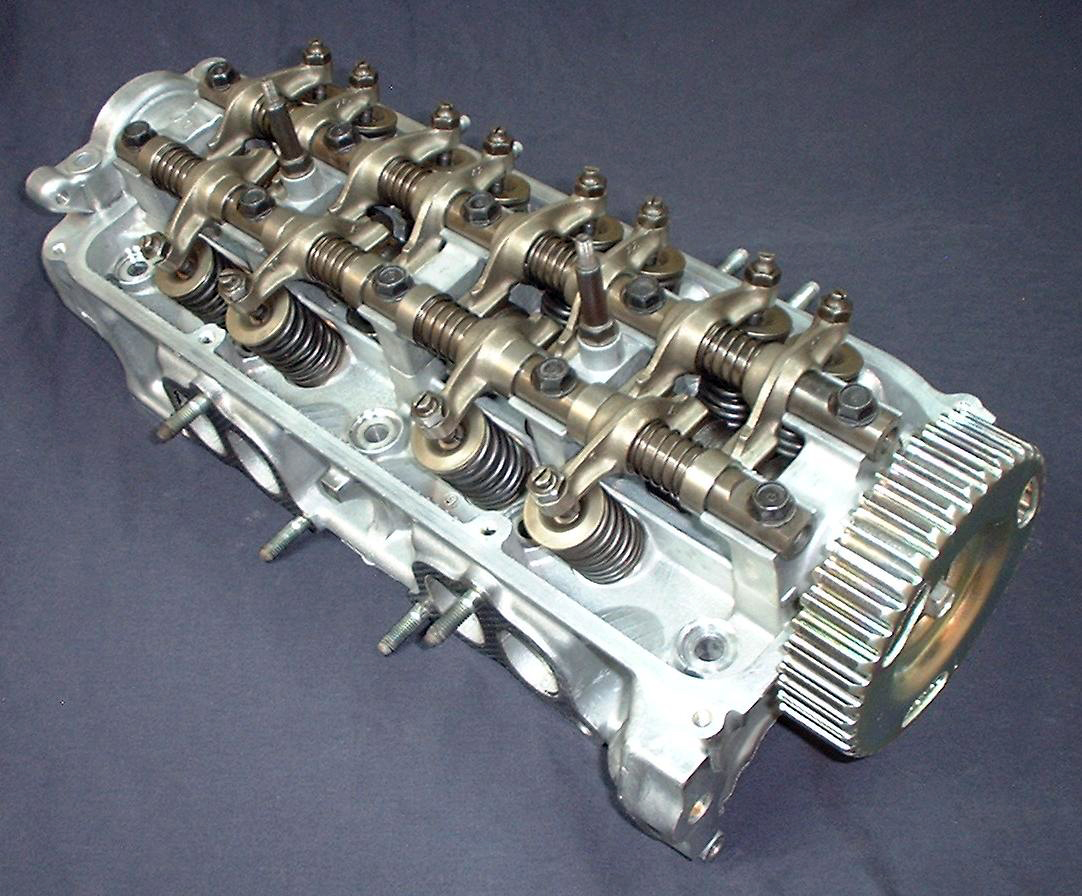
Головка блока циліндрів двигуна D15A1 автомобіля Honda Integra 1987 року з приводом клапанів через коромисла

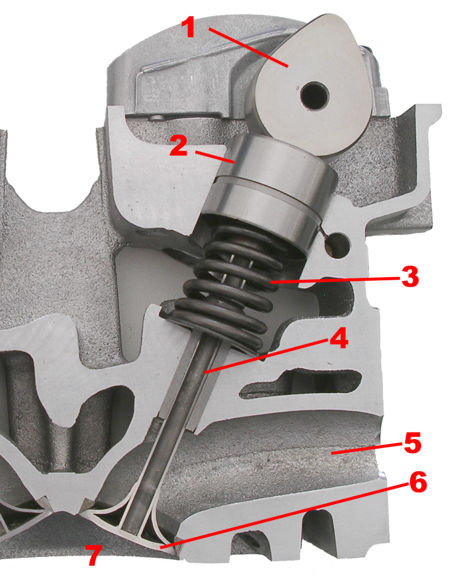
ГРМ с приводом клапанів штовхачами

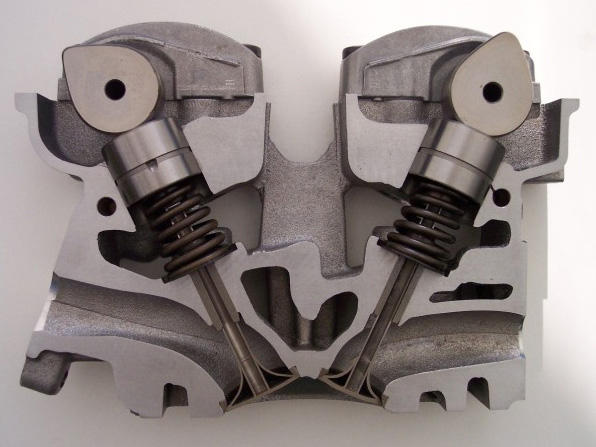
Схема типу DOHC

Розподільні вали двигунів, виконані за схемами SOHC або DOHC, приводяться в рух зубчастим пасом або ланцюговою передачею. Найпоширенішим на легкових автомобілях є зубчастий пас. Перевага приводу зубчастим ременем — дешевизна та безшумність. Недоліки: у більшості двигунів обрив ременя викличе удар тарілок клапанів у днища поршнів. Щоб уникнути цього рекомендується строго дотримуватися встановленої періодичність заміни зубчастого ременя. Ресурс паса зазвичай становить від 50 до 150 тис. км. Пробігу авто.
Ланцюговий привод ГРМ є поширеним у верхньому ціновому сегменті легкових автомобілів, використовується в двигунах вантажних автомобілів. Ланцюг, зазвичай здвоєний, знаходиться в об'ємі двигуна, що омивається моторною оливою. Переваги: відсутність небезпеки раптового обриву, зношений ланцюг починає стукати, особливо на холодному двигуні, попереджаючи про необхідність заміни; більший ресурс — у 2-3 рази більший, ніж у зубчастого ременя; довговічність. Недоліки: велика вартість, шумність. Сильно зношений ланцюг може розтягуватися і перескакувати через декілька зубців зірочки — до катастрофічних для мотора наслідків це не приводить, але викликає зсув фаз газорозподілу і, відповідно, істотне порушення його роботи, яке не завжди відразу вірно діагностується при ремонті через схожість симптомів з іншими несправностями.

#### Тип SOHC
Двигун з одним розподільним валом і клапанами в головці блока циліндрів (SOHC скор. від англ. Single OverHead Camshaft; також, англ. Overhead Camshaft) у залежності від конфігурації механізму урухомлення клапанів поділяються на двигуни з:
- приводом клапанів коромислами (Москвич-412, старі моделі BMW, Honda) — клапани розташовані з боків від розподільного вала (V-подібно), приводяться в рух насадженими на спільну вісь коромислами, одні кінці яких штовхаються кулачками вала, а інші приводять в рух стержні клапанів;
- приводом клапанів важелями (моделі від ВАЗ-2101 до ВАЗ-2107) — розподільний вал встановлюється над розташованими в ряд клапанами, урухомлює їх через важелі, що спираються на сферичні шарніри, штовхаючи їх кулачками у середній частині важелів. Недолік: підвищена шумність, високі навантаження у зоні контакту кулачка з важелем;
- приводом клапанів штовхачами (ВАЗ-2108) — простий механізм з мінімальною інерцією деталей, у якому розподільний вал розташований безпосередньо над клапанами, які спрямовані тарілками донизу, і переміщає їх через циліндричні штовхачі. Недолік: менша еластичність характеристик двигуна, складне регулювання клапанного проміжку.

Схема SOHC найбільше була поширена із середини 1960-х до 1980-х років. Окремі види двигунів («Renault Logan») випускались і пізніше.

#### Тип DOHC
DOHC (від англ. Double OverHead Camshaft) — двигун з двома розподільними валами в головці блоку циліндрів.
При цьому існує два принципові різновиди цього механізму, що відрізняються кількістю клапанів.
DOHC з двома клапанами на циліндр. Ця схема є ускладненим різновидом звичайної схеми SOHC. В головці блока циліндрів розташовані два розподільних вали, один з яких урухомлює впускні клапани, другий — випускні. Ця схема мала застосування у 1960-х — 1970-х роках на високопотенційних двигунах таких автомобілів, як «Fiat 125», «Jaguar», «Alfa Romeo» тощо. Схема дозволяє значно збільшити частоту обертання колінчастого вала за рахунок зменшення його інерції і як наслідок, збільшити потужність двигуна.

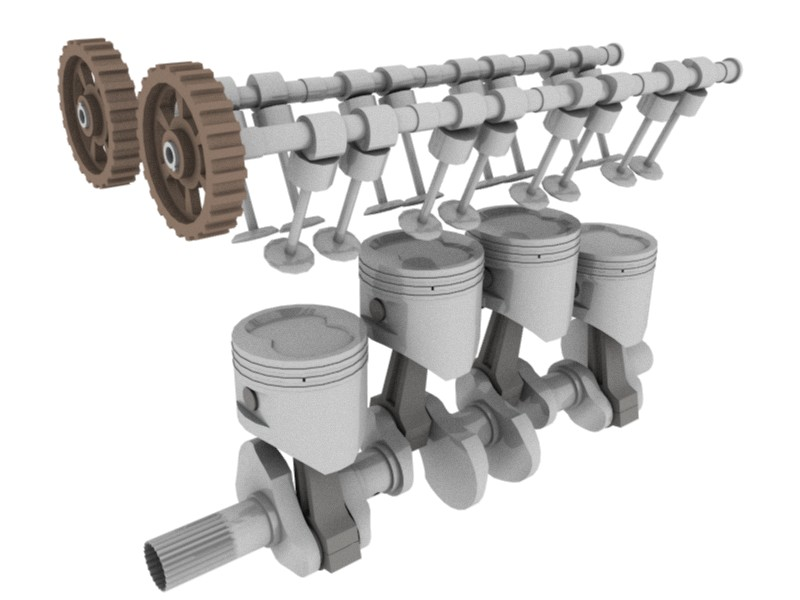
ГРМ типу DOHC з 4-ма клапанами на циліндр

DOHC з чотирма і більше клапанами на циліндр. У схемі передбачається два розподільних вали, кожен з яких приводить свій ряд клапанів. Зазвичай, один розподільний вал штовхає два впускних клапани, другий — два випускних одного циліндра. Фактично, це дворядний варіант схеми SOHC з удвічі більшою кількість розподільних валів і клапанів, однак можуть бути реалізовані схеми із загальною кількістю клапанів на циліндр від 3-х до 6-ти. Привод клапанів, зазвичай здійснюється штовхачами.
Навіть якщо двигун має більше однієї головки блока циліндрів, а значить, більше двох розподільних валів, він все рівно належить до схеми DOHC.

#### Десмодромний газорозподільний механізм

Десмодромний ГРМ.

У десмодромному (англ. desmodromic) газорозподільному механізмі використовуються два розподільних вали (або один з кулачками складної форми): один відкриває клапани, а другий — закриває. Клапанні пружини відсутні.
Двигуни з десмодромним газорозподілом можуть працювати на частотах обертання, що не доступні для клапанних механізмів з пружинами, у яких при певних обертах колінчастого вала швидкості спрацьовування клапанних пружин не вистачатиме для того, щоб відвести клапани з-під удару поршня до досягнення ним верхньої мертвої точки («зависання» клапанів), що призводить до виходу двигуна з ладу.
Десмодромний механізм містить багато прецизійних деталей, є трудомістким і дорогим у виготовленні, вимагає якісного змащення. Цей механізм застосовувався на низці спортивних авто, наприклад, «Mercedes-Benz W196», «O.S.C.A. Barchetta» та «Mercedes-Benz 300 SLR», а також — на мотоциклах «Ducati».

### Клапанні ГРМ без розподільного вала
У таких технічних рішеннях використовують електричний (соленоїди) або гідравлічний приводи клапанів. Перебувають на стадії дослідно-конструкторських розробок.

### Клапанні ГРМ зі змінними фазами газорозподілу
Більшість виробників автомобілів світового рівня пропонують на своїх двигунах систему зміни фаз газорозподілу, яка забезпечує регулювання параметрів відкриття клапанів відповідно до частоти обертання двигуна та навантаження на нього. Завдяки цьому досягається ефективніше використання потужності двигуна, зменшуються витрати пального та забрудненість вихлопу.
Зокрема, існують варіанти такої системи розробки фірм Honda (VTEC), Toyota (VVT-i), Mitsubishi (MIVEC), Nissan (VVL), BMW (VANOS), Ford (Ti-VCT) тощо.

## Гільзова систем газорозподілу

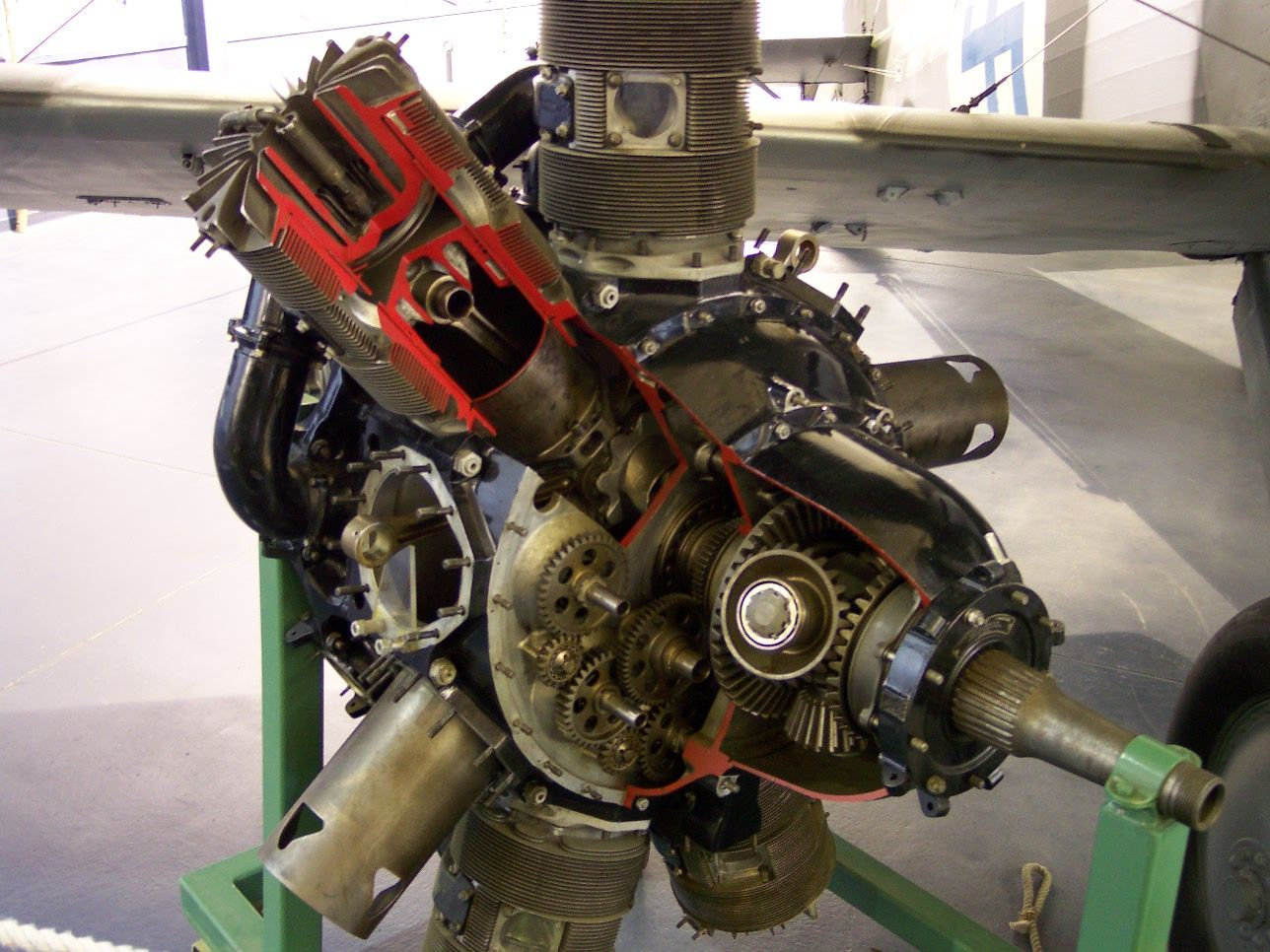
Гільзовий газорозподіл на Bristol Perseus

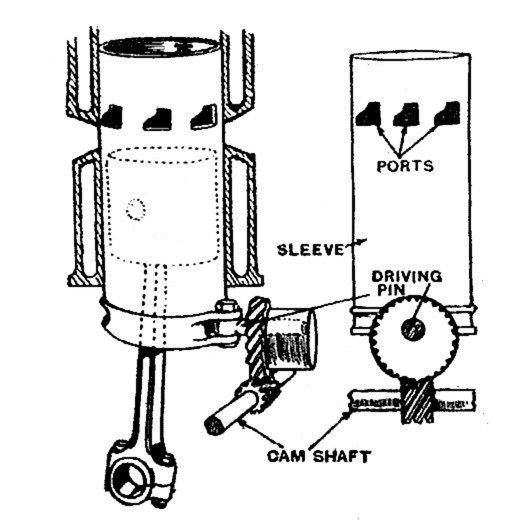
Будова ГРМ з ковзними гільзами

Гільзова система газорозподілу вперше розроблена американським інженером Чарльзом Найтом (англ. Charles Yale Knight), ще часто називається «системою Найта», хоча Найт розробив лише один з типів гільзового газорозподілу — з поздовжньо ковзними гільзами.
Система застосовувалась у першій половині XX ст. на дорогих легкових автомобілях — у першу чергу слід відзначити цілу серію SS (фр. «San-Soupape» — «без клапанів») французької фірми Panhard et Levassor і автомобілі фірми Avions Voisin з двигунами Найта (1919—1938), а також такі моделі, як Willys-Knight (1915—1933), Mercedes-Knight тощо.
Також, гільзовий газорозподіл знаходив застосування в 1930-х роках в авіадвигунах, зокрема, британських таких, як Bristol Perseus, Bristol Pegasus, Bristol Hercules. Аналогічні конструкції механізмів широко застосовувалися і на парових машинах.
Принцип дії ґрунтується на відкритті/закритті вікон у стінках циліндра ковзними гільзами (англ. sleeve valves). На британських авіадвигунах застосовувалася не система Найта, а система Маккаллума, в якій гільзи ковзали не вздовж циліндра, а оберталися відносно нього, що було простішим у реалізації. Також існувало невелике число двигунів, що мали вікна не збоку циліндра, а в самій головці блока.
Головна перевага такої конструкції — повна безшумність. Крім того, зростала довговічність і покращувалось наповнення циліндрів паливно-повітряною сумішшю за рахунок великого розміру та меншого опору вікон в гільзах в порівнянні з каналами клапанів, особливо у порівнянні з нижньоклапанними двигунами.
Основні недоліки — складність конструкції та висока витрата моторної оливи.
Переваги цієї системи були особливо помітні в порівнянні з нижньоклапанними автомобільними двигунами першої половини XX століття, але після появи гідрокомпенсаторів клапанного зазору і верхнього розташування клапанів, вони практично зникли.

## Поршнева система газорозподілу

Принцип роботи двотактного двигуна з поршневою системою газорозподілу

У двотактному двигуні роль ГРМ виконує сам поршень, а також, вихлопна система, а точніше — резонатор. Система досить проста: у стінках циліндра є впускні і випускні отвори, звані вікнами. Причому пальна суміш спочатку попадає в простір під поршнем, а потім через продувний канал спрямовується в камеру згоряння. Це пов'язано з тим, що простір під поршнем (називається кривошипною камерою) виконує роль своєрідного насоса. Так як ця камера герметично закрита згори поршнем, то при його русі тиск в ній змінюється (при русі поршня вгору об'єм камери збільшується, а тиск, відповідно, стає нижчим за атмосферний, при русі поршня вниз — навпаки). Саме завдяки цьому ефекту, суміш всмоктується в кривошипну камеру з впускного тракту, і далі переходить в камеру згоряння. Потім відбувається запалювання суміші і вихід відпрацьованих газів у випускну систему. Розміри і форма резонатора вихлопної системи розраховані таким чином, щоб хвилі високого тиску, які створюються при русі вихлопу «на вихід», відбивалися від стінок резонатора і перешкоджали виходу «свіжої» суміші з робочого простору циліндра.